# Peloptulus phaenotus
Peloptulus phaenotus is een mijtensoort uit de familie van de Phenopelopidae. De wetenschappelijke naam van de soort is voor het eerst geldig gepubliceerd in 1844 door C.L. Koch.